# Antonauka (przystanek kolejowy)
Antonauka (biał. Антонаўка; ros. Антоновка) – przystanek kolejowy w pobliżu miejscowości Harodnia, w rejonie mohylewskim, w obwodzie mohylewskim, na Białorusi. Leży na linii Osipowicze – Mohylew – Krzyczew.